# Locomotivă diesel-electrică

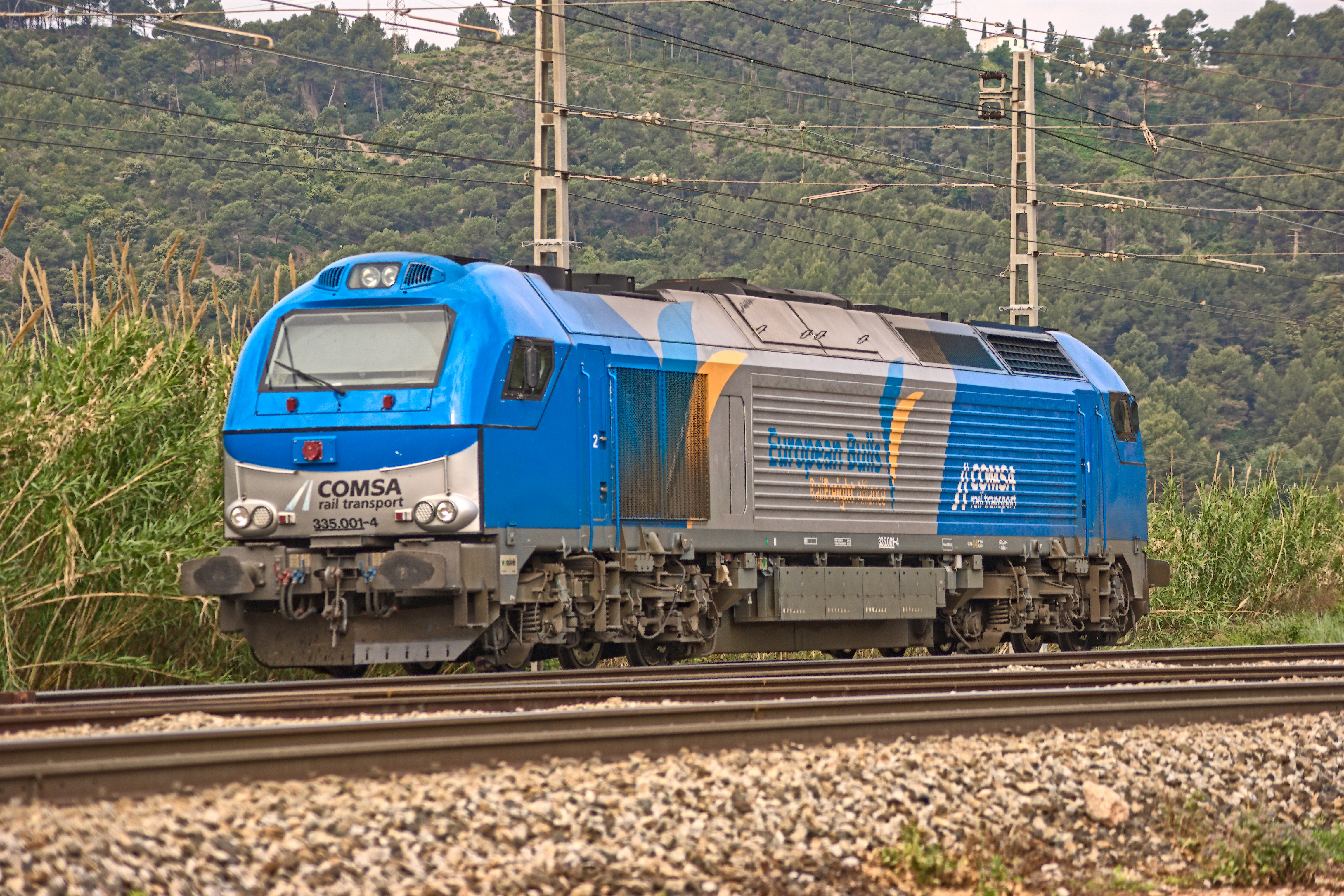
O locomotivă diesel-electrică

Locomotiva diesel-electrică este un vehicul feroviar care folosește un motor cu combustie internă, care, prin intermediul unor generatoare de curent continuu sau alternativ acționează motoare electrice la fiecare osie. învârtind roțile. Ele sunt folosite pentru a îndeplini multiple sarcini feroviare majoritatea lor fiind folosite pentru marfare si trenuri de calatori. 
Locomotivele diesel-electrice fabricate in România la Electroputere se număra clasa 60, 62, 63, 66, 65 ale CFR . Electroputere LDE 2100 este prima locomotiva de tip diesel-electrica pusă în funcționare pe căile ferate române. Acestea sunt locomotive de tracțiune ale CFR pentru trenuri de pasageri si marfare. Multe dintre aceste locomotive au fost cumpărate de grupuri feroviare ca GFR sau DB cargo modificate după normele țării respective si folosite pentru a trage trenuri de marfa.

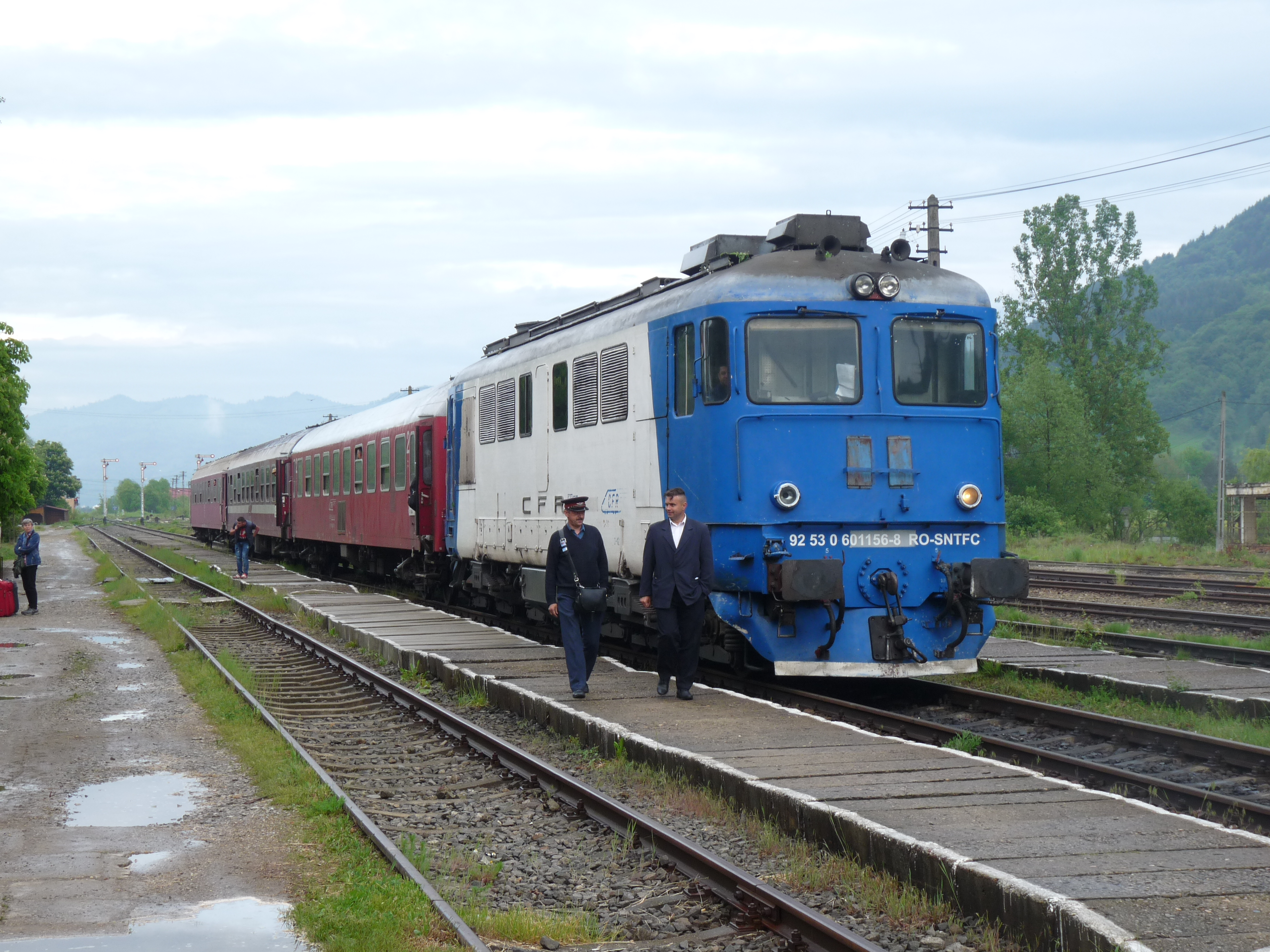
Electroputere LDE 2100 CP în Vișeu de Jos

Clasa 65 a CFR este o locomotivă diesel-electrica 060DA modernizată cu încălzire de tren și motoare General Motors Electric curent pusă în funcțiune de CFR pentru a trage trenuri de pasageri în zone unde calea ferată electrificată nu este disponibilă.
Clasa 66 a CFR este o locomotivă diesel-electrica 060DA modernizata cu încălzire a trenului și motoare GM care a deservit CFR. Ele au motoare mai puternice atingând viteze de peste 110 km/h.